# Apatophysis plavilstshikovi
Apatophysis plavilstshikovi là một loài bọ cánh cứng trong họ Cerambycidae.